# Csád az 1992. évi nyári olimpiai játékokon
Csád a spanyolországi Barcelonában megrendezett 1992. évi nyári olimpiai játékok egyik részt vevő nemzete volt. Az országot az olimpián 2 sportágban 6 sportoló képviselte, akik érmet nem szereztek.

## Atlétika
Férfi
| Versenyző         | Versenyszám | Előfutam | Előfutam | Előfutam | Negyeddöntő | Negyeddöntő | Negyeddöntő | Elődöntő | Elődöntő | Elődöntő | Döntő   | Döntő    |
| Versenyző         | Versenyszám | Idő      | Hely.    | Össz.    | Idő         | Hely.       | Össz.       | Idő      | Hely.    | Össz.    | Idő     | Helyezés |
| ----------------- | ----------- | -------- | -------- | -------- | ----------- | ----------- | ----------- | -------- | -------- | -------- | ------- | -------- |
| Ali Faudet        | 400 m       | 47,10    | 6.       | 43.      | kiesett     | kiesett     | kiesett     | kiesett  | kiesett  | kiesett  | kiesett | kiesett  |
| Terap Adoum Yaya  | 800 m       | 1:54,43  | 6.       | 49.      |             |             |             | kiesett  | kiesett  | kiesett  | kiesett | kiesett  |
| Yussuf Moli Yesky | 5000 m      | 15:29,25 | 14.      | 54.      |             |             |             |          |          |          | kiesett | kiesett  |

Női
| Versenyző      | Versenyszám | Előfutam | Előfutam | Előfutam | Elődöntő | Elődöntő | Elődöntő | Döntő   | Döntő    |
| Versenyző      | Versenyszám | Idő      | Hely.    | Össz.    | Idő      | Hely.    | Össz.    | Idő     | Helyezés |
| -------------- | ----------- | -------- | -------- | -------- | -------- | -------- | -------- | ------- | -------- |
| Rosalie Gangué | 800 m       | kizárták | kizárták | kizárták | kiesett  | kiesett  | kiesett  | kiesett | kiesett  |
| Rosalie Gangué | 1500 m      | 5:06,31  | 10.      | 38.      | kiesett  | kiesett  | kiesett  | kiesett | kiesett  |

## Cselgáncs
Férfi
| Versenyző      | Versenyszám | Selejtező                        | 32-es főtábla                  | Nyolcaddöntő      | Negyeddöntő       | Elődöntő          | Vigaszág első kör | Vigaszág nyolcaddöntő            | Vigaszág negyeddöntő | Vigaszág elődöntő | Bronz- mérkőzés   | Döntő             | Helyezés |
| Versenyző      | Versenyszám | Ellenfél Eredmény                | Ellenfél Eredmény              | Ellenfél Eredmény | Ellenfél Eredmény | Ellenfél Eredmény | Ellenfél Eredmény | Ellenfél Eredmény                | Ellenfél Eredmény    | Ellenfél Eredmény | Ellenfél Eredmény | Ellenfél Eredmény | Helyezés |
| -------------- | ----------- | -------------------------------- | ------------------------------ | ----------------- | ----------------- | ----------------- | ----------------- | -------------------------------- | -------------------- | ----------------- | ----------------- | ----------------- | -------- |
| Sakor Rodet    | Harmatsúly  | Jorge Steffano (URU) · 0000-1100 | kiesett                        | kiesett           | kiesett           | kiesett           |                   |                                  |                      |                   |                   |                   | 36.      |
| M'Bairo Abakar | Váltósúly   | erőnyerő                         | Jason Morris (USA) · 0000-1000 |                   |                   |                   |                   | Sharip Varayev (EUN) · 0000-1000 | kiesett              | kiesett           | kiesett           |                   | 13.      |